# Wohnhausgruppe Bleicherstraße

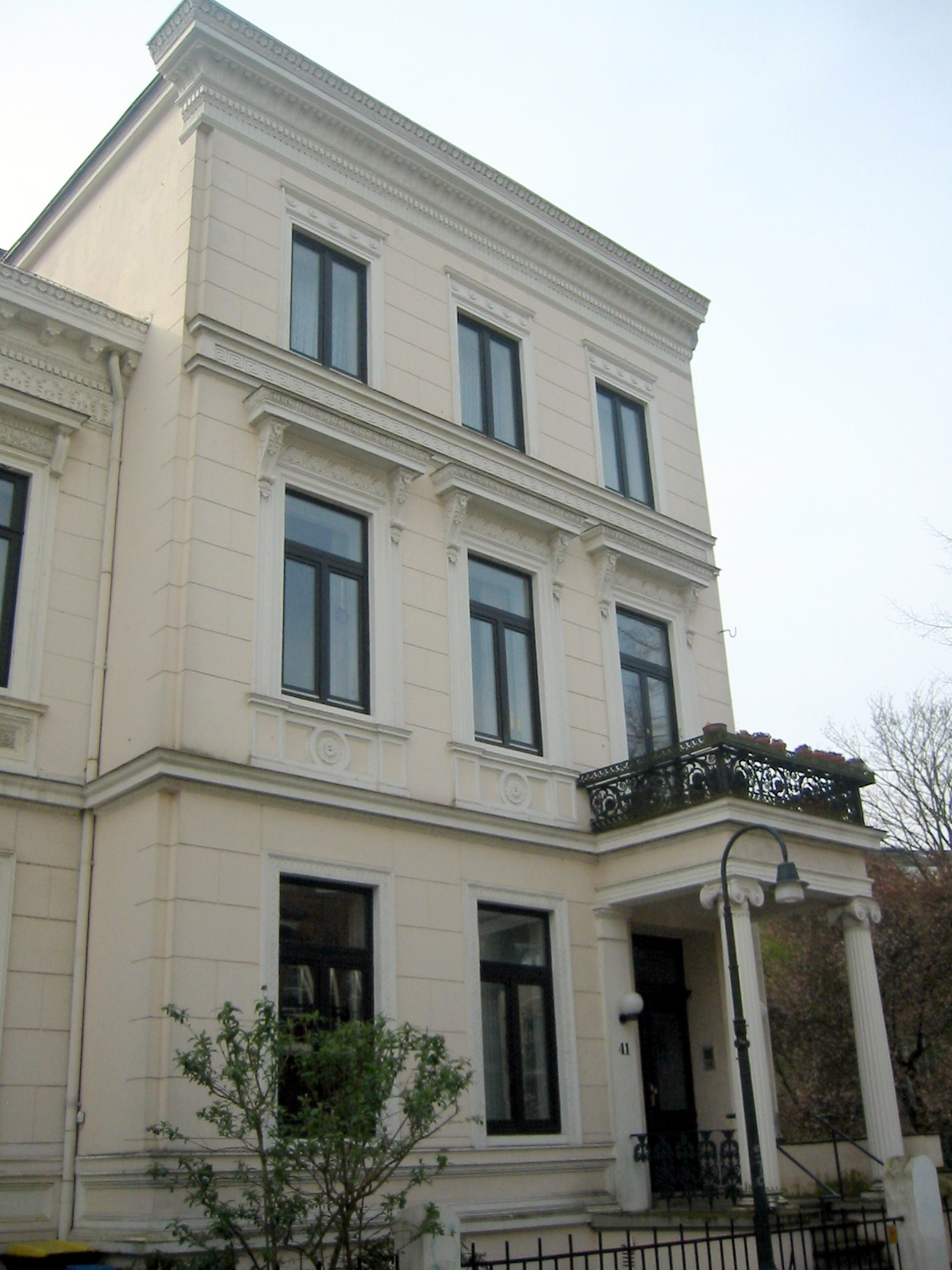
Bleicherstraße 41

Die Wohnhausgruppe Bleicherstraße befindet sich in Bremen, Stadtteil Mitte, Ortsteil Ostertor, Bleicherstraße 41 bis 57. Die Wohnhausgruppe entstand um 1865 nach Plänen von verschiedenen Architekten. 
Sie steht seit 1973 unter Bremer Denkmalschutz.
Die Bleicherstraße führt in Ost-West-Richtung von der Deichstraße bis zum Goetheplatz. Sie wurde um ab 1840 angelegt und benannt nach der Wäschebleiche, die hier stattfand.

## Geschichte
Nur 50 Häusern befanden sich zu Beginn des 19. Jahrhunderts noch in offener Bauweise vor dem Ostertor. 1849 wurden Gebiete vom Ortsteil Ostertor eingemeindet und die Bürger erhielten das volle Bürgerrecht von Bremen. Etwa 100 bis 150 Reihenhäuser wurden in den 1850er Jahren neu erbaut u. a. entstand zuvor das Ensemble Bleicherstraße.
Die zwei- und dreigeschossigen, symmetrischen Vorstadthäuser mit Putzfassaden sowie Sattel- und Walmdächern bilden zwischen Mozartstraße und Deichstraße eine einheitliche, zusammenhängende Fassade; eine Baulücke stört das Fassadenbild. Die Reihenhäuser wurden um 1865 im Stil des Historismus erstellt.

Der im Stadtteil häufig vorkommende Häusertyp Bremer Haus wurde in Bremen zwischen der Mitte des 19. Jahrhunderts und den 1930er Jahren errichtet. Charakteristisch sind das Souterrain als Tiefparterre, die tiefe Gebäudeform und der seitliche Eingang.

Heute (2018) werden die Häuser weiterhin für Wohnzwecke genutzt.